# The Platters
The Platters je komerčně úspěšná americká kapela rock and rollové éry. Míchali písně z Tin Pan Alley éry s tehdejší hudbou a tak docílili svého nového žánru. Původní kapela se skládá z Alexe Hodgeho, Cornella Gunthera, Davida Lynche, Joe Jeffersona, Gaynele Hodgeho a Herba Reeda. V roce 1990 byla kapela uvedena do Rock and Roll Hall of Fame.
K jejich nejslavnějším hitům patří "Only You", "The Great Pretender", "You're Never Never Known" a "Twilight Time".

## Kapela
- David Lynch zpěv - tenor
- Nate Nelson zpěv - bas
- Herb Reed zpěv - bas
- Zola Taylor zpěv - alt
- Sonny Turner zpěv
- Tony Williams zpěv - tenor

## Diskografie
| - 1955 The Platters - 1958 Flying Platters - 1959 Remember When? - 1959 Flying Platters Around the World - 1959 On Parade - 1960 Reflections - 1961 Life Is Just a Bowl of Cherries - 1962 The Platters Sing for the Lonely - 1962 Song for Only the Lonely - 1962 The Platters on a Platters - 1963 Moonlight Memories - 1963 The Platters Sing All the Movie Hits - 1963 Sing Latino |  | - 1963 The Platters Present All-Time Movie Hits - 1963 Christmas with the Platters - 1965 The New Soul of the Platters - 1966 The Platters Have the Magic Touch - 1966 I Love You 1,000 Times - 1967 Going Back to Detroit - 1967 Have the Magic Touch - 1968 Sweet, Sweet Lovin' - 1968 Only You - 1968 I Get the Sweetest Feeling - 1968 Smoke Gets in Your Eyes - 1971 Our Way - 1974 Live - 1974 Live in Chicago - 1975 Precious Moments |